# Ttongsul

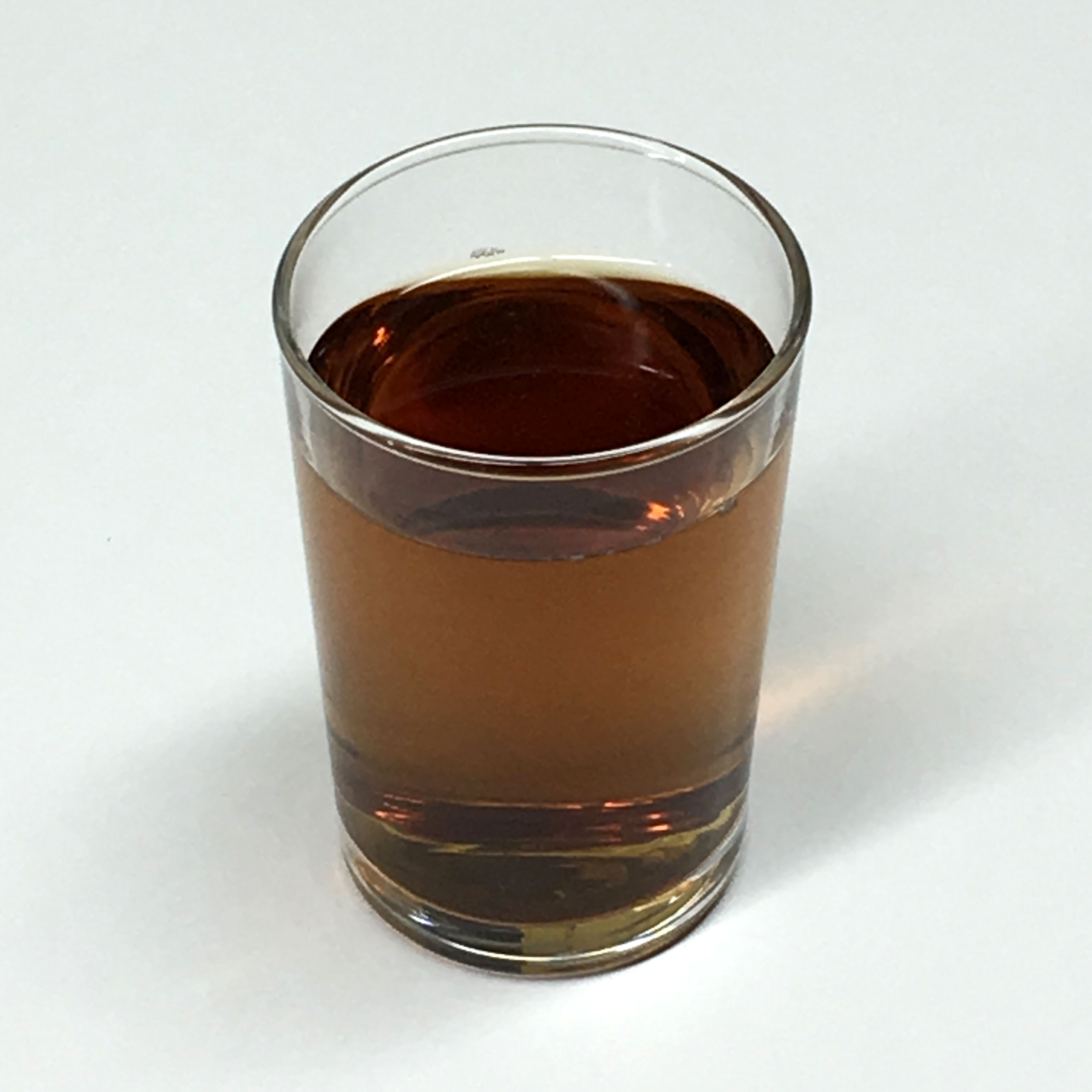
Imitazione del ttongsul

Il ttongsul (똥술?), o vino di feci, è una tradizionale preparazione medicinale coreana con gradazione alcolica al 9% a base di feci, solitamente umane e preferibilmente di bambino. Nato probabilmente traendo spunto dalla medicina tradizionale cinese, nelle credenze popolari il vino di feci avrebbe proprietà benefiche per molti tipi di malesseri: sarebbe un rimedio per dolori muscolari, ustioni, infiammazioni, epilessia e fratture ossee.
Sebbene alcuni media occidentali abbiano in passato riportato che questa bevanda sia diffusa tra la popolazione coreana, al giorno d'oggi un numero molto limitato di persone ne fa uso, dopo aver subito un declino di popolarità nei secoli scorsi, tanto che la maggioranza dei giovani coreani non ne ha mai sentito parlare.

## Storia

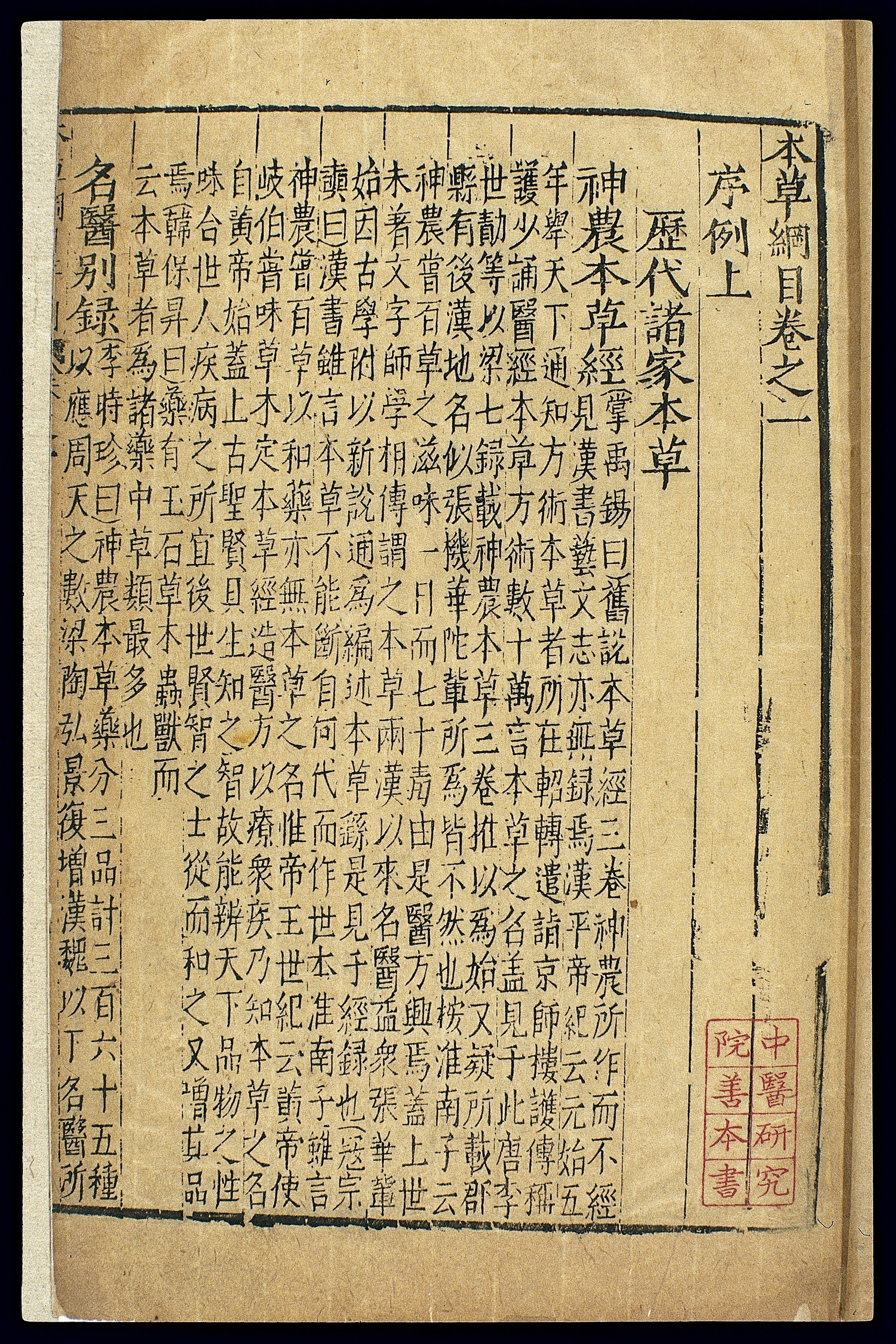
Prima pagina del Compendio di Materia Medica di Li Shizhen (1596)

I medicinali prodotti a partire dalle feci hanno una lunga storia in Corea. Già al tempo della dinastia Tang il letame di pollo fu utilizzato in questo modo, mischiato al makgeolli.
Li Shizhen, medico e farmacologo cinese del periodo della dinastia Ming, menzionò nel suo libro Běncǎo Gāngmù (o Compendio di Materia Medica) una specie di ttongsul:
In questo libro vengono citate anche altre proprietà curative e benefiche attribuite alle feci di animali e umane, come soluzione a diverse malattie, e, poiché la medicina orientale ha tratto molte delle proprie basi da Li Shizhen, è quindi probabile che anche il vino di feci coreano sia derivato dal Compendio.
Il manuale medico Donguibogam, scritto nel periodo della dinastia Joseon, afferma le feci umane possono curare l'intossicazione alimentare dovuta all'ingestione di carne aviariata cruda e di funghi velenosi. Nello stesso periodo, i cantanti coreani bevevano un'acqua in cui erano state inserite per infusione delle feci umane, per curare la faringite.
Nel libro di Tomo Imamura Chōsen fūzoku-shū, un raccolta contenente usi e costumi della popolazione coreana, scritto durante l'occupazione giapponese della Corea, si afferma che alcune persone avvolgevano le proprie feci in stracci neri, esponendoli per tre giorni sotto la luna notturna, per combattere in due giorni la febbre. Inoltre, le feci umane venivano mischiate con il sale e applicate come bende sulle ferite, mentre esse venivano "raffreddate, messe in acqua e lasciate in una buca, poi filtrate e bevute tempo dopo" per combattere la febbre tifoide.
Nonostante nel 2013 l'edizione nipponica della rivista VICE abbia affermato in un suo servizio che questa bevanda sia diffusa come medicinale casalingo tra i coreani, non senza ricevere numerose critiche, pochissime persone oggi producono e consumano questa bevanda, rendendola anche difficile da recuperare.

## Descrizione
Il liquido dal colore giallognolo o marrone è molto viscoso e può assomigliare per consistenza e colore a della melma fanghigliosa o al vomito, con la possibilità di residui di feci solidi sotto forma di piccoli pezzi galleggianti. Il sapore è leggermente aspro e in larga parte simile a quello del vino di riso, mentre da appena distillato presenta un forte odore di feci, che condiziona l'alito del bevitore. Se lasciato all'aria per qualche tempo, il liquido perde questa caratteristica, arrivando ad essere inodore. Questa bevanda alcolica sarebbe prodotta al fine di curare dolori muscolari, ustioni, infiammazioni, l'epilessia e le fratture ossee.

## Produzione

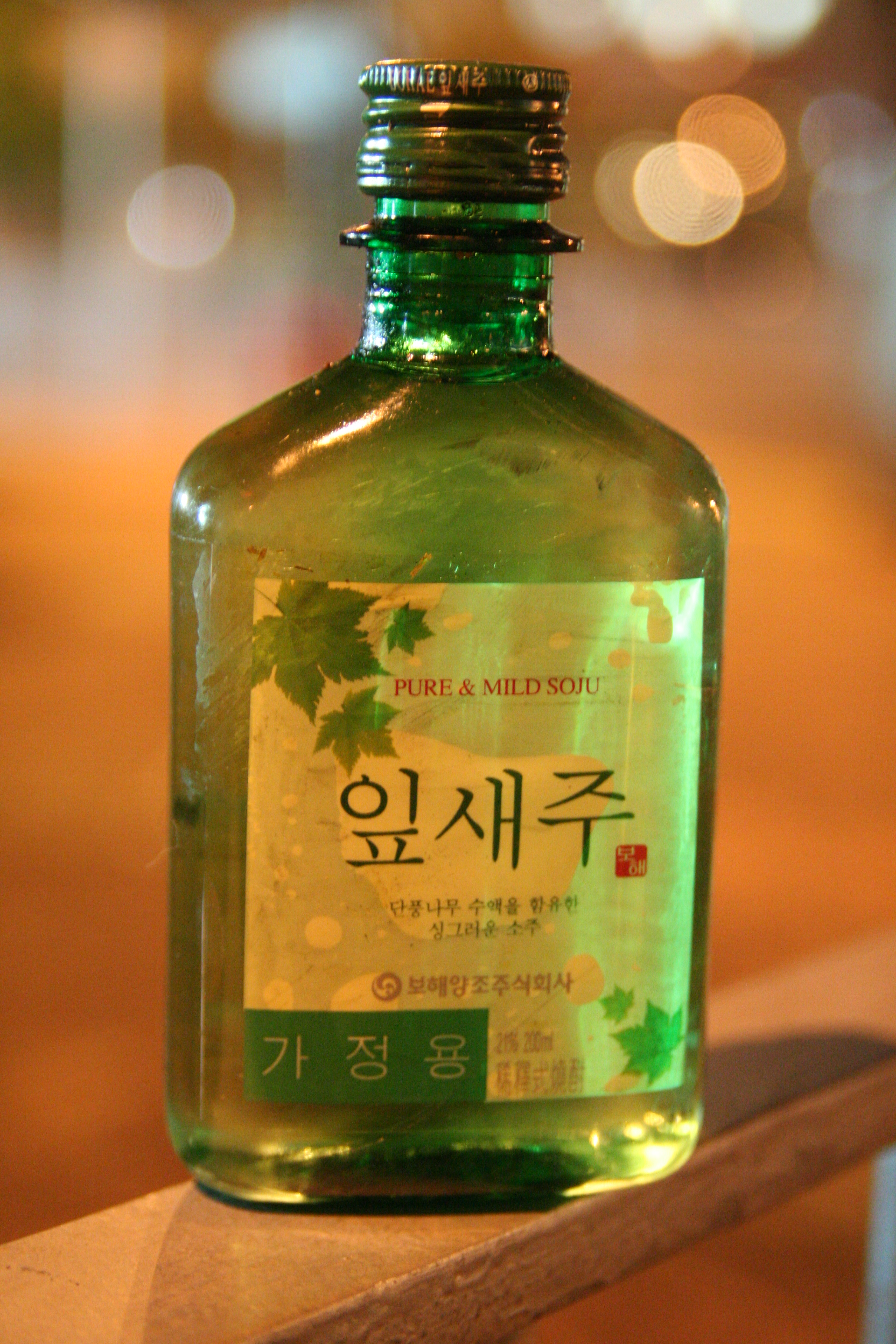
Una bottiglia di soju, alcolico tradizionale coreano, utilizzato anche per produrre il ttongsul

Il ttongsul può essere prodotto in due modi. Quello più veloce prevede l'immersione in acqua di feci sminuzzate di bambino, di età compresa tra i 4 e i 7 anni, lasciate precedentemente refrigerare per 3 o 4 giorni, così da formare un composto che viene poi lasciato fermentare per una notte. La mistura viene quindi filtrata per rimuovere eventuali parti solide rimaste, per poi venire mischiata ad un composto formato al 70% da riso non glutinoso (contenente molte proteine, importanti per il processo di fermentazione) e al 30% da riso glutinoso, presente per le sue supposte proprietà anti-infiammatorie e antidolorifiche, oltre che per migliorarne il sapore; a questo vengono successivamente aggiunti dei lieviti per innescare la fermentazione, che eliminerà i batteri fecali pericolosi per l'uomo. Quest'amalgama viene quindi lasciato a riposare per una settimana in un vaso di argilla, avvolto in della stoffa e mantenuto a una temperatura compresa tra i 30 e 37 gradi Celsius, per poi essere distillata.
L'altro metodo prevede la mescolanza di soju con le feci di vari animali come quelle di pollo, cane, di altri animali domestici o umane e lasciarle a fermentare in una buca in terra per diversi mesi. Possono essere eventualmente aggiunte anche erbe medicinali e ossa di gatto, per migliorarne le proprietà curative secondo la medicina tradizionale coreana.